# 3-マレイルピルビン酸
3-マレイルピルビン酸（英語: 3-maleylpyruvic acid）は、チロシンの代謝過程でゲンチジン酸-1,2-ジオキシゲナーゼがゲンチジン酸を酸化的開環させることにより生成するジカルボン酸である。
マレイルピルビン酸イソメラーゼによって3-マレイルピルビン酸は3-フマリルピルビン酸に変換される。